# Hankø
Hankø est une île de la commune de Fredrikstad ,  dans le comté d'Østfold en Norvège.

## Description
L'île de 4 km2 se trouve dans l'Oslofjord extérieur.

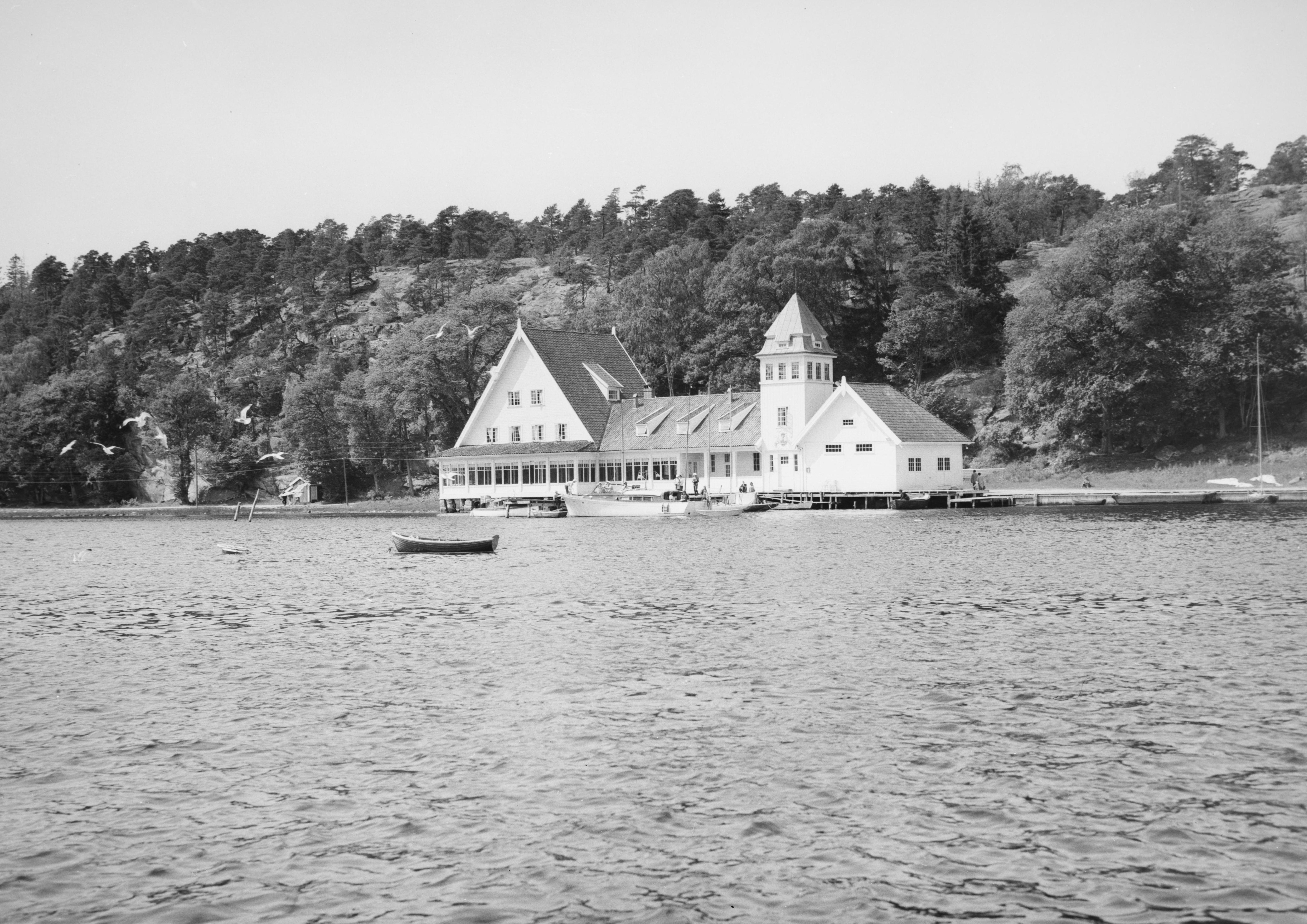
Hotel

Hankø est une station balnéaire et de vacances bien connue avec un hôtel traditionnel situé au milieu de l'île. L'île est un haut lieu de la voile avec des régates en juin et juillet. 
Sur le côté est de l'île se trouve la villa d'été Bloksberg, qui a été achetée par le prince héritier Olav en 1947 et a appartenu à la famille royale de Norvège jusqu'en 2019, date à laquelle elle a été mise en vente. Hankø a une population permanente de daims, et on y trouve des tumulus de l'âge du bronze.

## Histoire
Pendant la Seconde Guerre mondiale, les forces allemandes ont pris le contrôle de l'île Hankø. Ils y ont installé une station radar nommée Heinbuche avec deux radars différents : un Wassermann M-II qui se tenait sur le promontoire au nord de Vabukta et un Freya sur le point le plus élevé à l'est de Vabukta. En plus, ils y ont installé deux stations de relèvement radio à Onsøyknipen et deux grands radars de poursuite avec antennes paraboliques, FuMo 214 "Würzburg-Riese".